# Svratka (člun)
Člun Svratka byl jedním z plavidel, které využíval Dopravní podnik města Brna pro provoz lodní dopravy na Brněnské přehradě. V provozu zde byl od roku 1946 zřejmě do roku 1955.

## Historie
Pro zahájení lodní dopravy na Brněnské přehradě v roce 1946 byl, kromě dvou německých lodí Brno a Morava, k dispozici také malý motorový člun Svratka. Kromě fotografií a vzpomínek pamětníků o něm však neexistují téměř žádné záznamy. Z kusých informací, které jsou k dispozici, je možné vyčíst, že Svratka byla možná totožná s parníčkem Carolus, který jezdil na Svratce od Jundrova do Kamenného Mlýna v době kolem první světové války.
Člun Svratka byl určen k přepravě malých skupin cestujících. Vzhledem k velké poruchovosti byl ale později využíván již pouze jako služební k ošetřování a opravě přístavišť. Kolem roku 1955 byl zřejmě člun vyřazen, neboť o něm již nejsou žádné zprávy.

## Konstrukce
Trup člunu, dlouhého 6,65 m, byl vyroben ze želeného plechu o síle 2 mm. Plavidlo bylo vybaveno benzínovým motorem o výkonu 13 kW. Nejpozději na konci roku 1952 byl člun přestavěn, byl upraven jeho trup a také obdržel elektrický pohon, jako ostatní lodě na Brněnské přehradě. Celková hmotnost plavidla (včetně cestujících) je uváděna 2,2 t, maximální rychlost 9 km/h. Obsaditelnost člunu byla 17 osob plus vůdce lodi.